# Casper Ankergren
Casper Ankergren (9 de Novembro de 1979) é um ex-futebolista dinamarquês que atuou como goleiro de 1998 até 2017.
Ele já disputou três partidas como para a Seleção Dinamarquesa de Futebol Sub-21.